# Хорхе Солари
Хорхе Солари (Буенос Ајрес, 11. новембар 1941) бивши је аргентински фудбалер.

## Репрезентација
За репрезентацију Аргентине дебитовао је 1966. године. За национални тим одиграо је 10 утакмица.

## Статистика
| Аргентина | Аргентина | Аргентина |
| Год.      | Ута.      | Гол.      |
| --------- | --------- | --------- |
| 1966      | 5         | 0         |
| 1967      | 1         | 0         |
| 1968      | 4         | 0         |
| Укупно    | 10        | 0         |